# Округ Венанго (Пенсилванија)
Венанго (енгл. Venango County) је округ у америчкој савезној држави Пенсилванија.

## Демографија
По попису из 2010. године број становника је 54.984, што је 2.581 (-4,5%) становника мање него 2000. године.
| Група             | 2000.          | 2010.          |
| Белци             | 56.016 (97,3%) | 53.052 (96,5%) |
| Афроамериканци    | 626 (1,1%)     | 571 (1,0%)     |
| Азијати           | 132 (0,2%)     | 197 (0,4%)     |
| Хиспаноамериканци | 298 (0,5%)     | 478 (0,9%)     |
| Укупно            | 57.565         | 54.984         |